# XLII edició dels Premis Ariel
La LXII edició dels Premis Ariel, organitzada per l'Acadèmia Mexicana d'Arts i Ciències Cinematogràfiques (AMACC), es va celebrar el 24 de juliol de 2000 a Ciutat de Mèxic per celebrar el millor del cinema durant l'any anterior. Durant la cerimònia, l’AMACC va lliurar el premi Ariel a 26 categories en honor de les pel·lícules estrenades el 1999.
La gran triomfadora fou La ley de Herodes que va obtenir 10 premis: Millor Pel·lícula, Millor Director (Luis Estrada), Millor Actor (Damián Alcázar), Millor Coactuació Femenina (Isela Vega), Millor Coactuació Masculina (Pedro Armendáriz), Millor Actor de Quadre (Juan Carlos Colombo), Millor Vestuari (Maria Estela Fernández), Maquillatge (Alfredo Mora i Felipe Salazar), Escenografia (Salvador Parra) i Guió Original (Luis Estrada, Jaime Sampietro, Fernando León i Vicento Leñero).

## Premis i nominacions
Nota: Els guanyadors estan llistats primer i destacats en negreta. ⭐
| Millor pel·lícula - La ley de Herodes ⭐ - Del olvido al no me acuerdo - Rito terminal | Millor direcció - Luis Estrada Rodríguez – La ley de Herodes ⭐ - Juan Carlos Rulfo – Del olvido al no me acuerdo - Oscar Urrutia Lazo – Rito terminal              |
| Millor actor - Damián Alcázar – La ley de Herodes ⭐ - Guillermo Larrea – Rito terminal - Demian Bichir – Sexo, pudor y lágrimas                                                                                              | Millor actriu - Susana Zabaleta – Sexo, pudor y lágrimas ⭐ - Arcelia Ramírez – En un claroscuro de la luna - Dolores Heredia – Santitos                            |
| Millor coactuació masculina - Pedro Armendáriz Jr. – La ley de Herodes ⭐ - Alfredo Sevilla – Ave Maria - Salvador Sánchez – La ley de Herodes                                                                                | Millor coactuació femenina - Isela Vega – La ley de Herodes ⭐ - Ángeles Cruz – Rito terminal - Mónica Dionne – Sexo, pudor y lágrimas                              |
| Millor actor de repartiment - Juan Carlos Colombo – La ley de Herodes ⭐ - Luis de Icaza – Ave María - Manuel Poncelis – La ley de Herodes                                                                                    | Millor actriu de repartiment - Fabiana Perzabal – Rito terminal ⭐ - Ana Ofelia Murguía – Ave María - Zinaida Kiriyenko – En un claroscuro de la luna               |
| Millor argument original - La ley de Herodes – Luis Estrada, Jaime Sampietro, Vicente Leñero, Fernando León ⭐ - Del olvido al no me acuerdo – Juan Carlos Rulfo - Rito terminal – Óscar Urrutia Lazo                         | Millor guió adaptat - Sexo, pudor y lágrimas – Antonio Serrano ⭐ - El último profeta – Sergio Véjar - Santitos – María Amparo Escandón                             |
| Millor fotografia - Del olvido al no me acuerdo – Federico Barbosa ⭐ - Rito terminal – Ciro Cabello - Sexo, pudor y lágrimas – Xavier Pérez Grobet                                                                           | Millor edició - Del olvido al no me acuerdo – Juan Carlos Rulfo, Ramón Cervantes ⭐ - La ley de Herodes – Luis Estrada Rodríguez - Rito terminal – Manuel Rodríguez |
| Millor escenografia - La ley de Herodes – Salvador Parra ⭐ - El último profeta – Pia Corti - Santitos – Joel López González                                                                                                  | Millor banda sonora - Sexo, pudor y lágrimas – Aleks Syntek ⭐ - La ley de Herodes – Santiago Ojeda - Rito terminal – José Navarro                                  |
| Millor so - Del olvido al no me acuerdo – Antonio Diego, Daniel Hidalgo Valdés, Evelia Cruz, Lena Esquenazi ⭐ - Rito terminal – Gustavo Patiño Guzmán, Jaime Baksht - Sexo, pudor y lágrimas – Antonio Diego, Lena Esquenazi | Millor disseny artístic - Sexo, pudor y lágrimas – Brigitte Broch ⭐ - Rito terminal – Lorenza Manrique - Santitos – Eugenio Caballero, Salvador Parra              |
| Millor ambientació - Sexo, pudor y lágrimas – Francisca Maira ⭐ - Ave María – Hermelindo Hinojosa - Rito terminal – Ivonne Fuentes                                                                                           | Millor vestuari - La ley de Herodes – Mariestela Fernández ⭐ - Rito terminal – Bertha Romero, Rocío Ramírez - Sexo, pudor y lágrimas – Ruth Zermeño                |
| Millor maquillatge - La ley de Herodes – Alfredo Mora, Felipe de Jesús Salazar ⭐ - Santitos – Carlos Sánchez Serrano - Sexo, pudor y lágrimas – Carlos Sánchez Serrano                                                       | Millor opera prima - Del olvido al no me acuerdo – Juan Carlos Rulfo ⭐ - Rito terminal – Óscar Urrutia Lazo - Sexo, pudor y lágrimas – Antonio Serrano             |
| Millor pel·lícula iberoamericana - O Primeiro Dia – Walter Salles i Daniela Thomas ⭐ - La vendedora de rosas – Víctor Gaviria - Todo sobre mi madre – Pedro Almodóvar                                                        | Millor curtmetratge de ficció - La historia de I y O – Valentina Leduc Navarro ⭐ - Inaudito – Agustín Calderón - Sr. L.B. – Daniel Cubillo                         |
| Ariel d'or - Gunther Gerszo ⭐ - Libertad Lamarque ⭐ | Medalla Salvador Toscano - Fernando Martínez Álvarez ⭐ |